# Gephyromantis ventrimaculatus
Espèce
Synonymes
- Trachymantis malagasia ventrimaculatus Angel, 1935
- Mantidactylus ventrimaculatus (Angel, 1935)

Statut de conservation UICN

 LC  : Préoccupation mineure
Gephyromantis ventrimaculatus est une espèce d'amphibiens de la famille des Mantellidae.

## Répartition

Aire de répartition de Gephyromantis ventrimaculatus.

Cette espèce est endémique de Madagascar. Elle se rencontre entre 50 et 1 050 m d'altitude de la commune d'Andasibe jusqu'au parc national d'Andohahela.

## Publication originale
- Angel, 1935 : Batraciens nouveaux de Madagascar récoltés par M. R. Catala. Bulletin de la Société Zoologique de France, vol. 60, p. 202-207.